# Corydoras seussi
Corydoras seussi är en fiskart som beskrevs av Dinkelmeyer, 1996. Corydoras seussi ingår i släktet Corydoras och familjen Callichthyidae. Inga underarter finns listade i Catalogue of Life.